# Quận Lake, Oregon
Quận Lake là một quận nằm trong tiểu bang Oregon. Quận lấy tên này (chữ Lake có nghĩa là hồ trong tiếng Anh) vì có rất nhiều hồ trong phạm vi ranh giới, bao hồm Hồ Abert và Hồ Goose. Tuy là một trong những quận lớn nhất về diện tích đất của Oregon, dân số tương đối thưa thớt: có khoảng 7.422 người vào năm 2000. Quận lỵ của quận nằm tại Lakeview.

## Lịch sử
Quận Lake được thành lập từ hai quận Jackson và Wasco ngày 24 tháng 10 năm 1874. Lúc đó nó bao gồm Quận Klamath hiện tại và tất cả Quận Lake hiện tại trừ Thung lũng Warner. Năm 1882 một phần đất được tách ra để thành lập Quận Klamath, và vào năm 1885 khu vực Warner của Quận Grant được thêm vào Quận Lake.
Linkville, bây giờ là Klamath Falls, là quận lỵ đầu tiên của quận. Ông Bullard tặng 20 mẫu Anh (80.000 m²) dùng làm nơi cho thị trấn Lakeview. Vào lần bầu cử năm 1875, một thị trấn đã khởi sự mọc lên tại đó và một cuộc bỏ phiếu đã dời quận lỵ đến Lakeview. Vì thiếu các nối giao thông với phần còn lại của Oregon, hướng kinh tế ban đầu của quận là về phía California. Như một dấu hiệu cho sự giao tiếp này, cả hai tờ San Francisco Chronicle và San Francisco Examiner đã đến tay người dân Lakeview hàng ngày, thường trước tờ báo The Oregonian. Trong thập niên 1840 và 1850, quận là một phần của tuyến đường vận chuyển quân sự giữa The Dalles trên Sông Columbia và Presidio ở San Francisco. Quận đã không có thiết lập nối kết với đường xe lửa cho đến thập niên 1890. Tuyến đường sắt Nevada-California-Oregon chạy từ Lakeview đến Reno, Nevada chỉ tăng thêm sự tách biệt quận với phần còn lại của Oregon.

## Địa lý
Theo Cục điều tra dân số Hoa Kỳ, quận có tổng diện tích là 8.358 dặm vuông (21.648 km²) trong đó đất chiếm 8.136 dặm vuông (21.071 km²) và nước chiếm 223 dặm vuông (577 km²) hay 2,66%.

### Các xa lộ chính
- Xa lộ Oregon 31
- Quốc lộ Hoa Kỳ 395

### Các quận giáp ranh
- Quận Deschutes, Oregon - (bắc)
- Quận Klamath, Oregon - (tây)
- Quận Harney, Oregon - (đông)
- Quận Modoc, California - (nam)
- Quận Washoe, Nevada - (nam)

## Các cộng đồng

### Các thành phố hợp nhất
- Lakeview
- Paisley

### Các cộng đồng chưa hợp nhấtvà nhữngnơi ấn định cho điều tra dân số
- Adel
- Christmas Valley
- Fort Rock
- New Pine Creek
- Plush
- Silver Lake
- Summer Lake
- Valley Falls